# Вже не сам
Вже не сам - третій сингл українського гурту Друга Ріка з другого студійного альбому «Два», який було випущено 27 квітня 2003 року - за тиждень до релізу альбому. Композипія залишається найпопулярнішою піснею у репертуарі гурту та виконується майже на кожному концерті.

## Музичний кліп
На підтримку пісні було знято відеокліп, прем'єра якого відбулася на телеканалах Інтер та М1 . Режисером роботи став Роман Шома

## Список композицій
| #  | Назва        | Тривалість |
| -- | ------------ | ---------- |
| 1. | «Вже не сам» | 3:26       |

## Учасники запису

### Друга Ріка
- Валерій Харчишин — вокал, труба
- Олександр Барановський — гітара
- Дорошенко Олексій — ударні
- Біліченко Сергій — гітара
- Віктор Скуратовський — бас-гітара

### Додаткові музиканті
- Віталій Телезін — клавішні

## Чарти
| Чарт (2018)                                                                   | Позиція |
| ----------------------------------------------------------------------------- | ------- |
| Top City & Country Radio Hits [Архівовано 27 березня 2019 у Wayback Machine.] | 61      |

| Чарт (2019)                                                                   | Позиція |
| ----------------------------------------------------------------------------- | ------- |
| Top City & Country Radio Hits [Архівовано 27 березня 2019 у Wayback Machine.] | 61      |